# 奥尔穆瓦 (上索恩省)
奥尔穆瓦（法語：Ormoy，法語發音：[ɔʁmwa] ⓘ）是法国上索恩省的一个市镇，属于沃苏勒区。

## 地理
奥尔穆瓦（47°53'22"N, 5°58'51"E）面积19.54 平方千米，位于法国勃艮第-弗朗什-孔泰大區上索恩省，该省份为法国东部内陆省份，北起顺时针与孚日省、贝尔福地区省、杜省、汝拉省、科多尔省和上马恩省接壤。
与奥尔穆瓦接壤的市镇（或旧市镇、城区）包括：德芒日韦勒、艾塞和里什库尔、桑德勒库尔、科尔、马尼莱瑞塞、波兰库尔和克莱尔方丹、朗兹韦勒、萨蓬库尔。

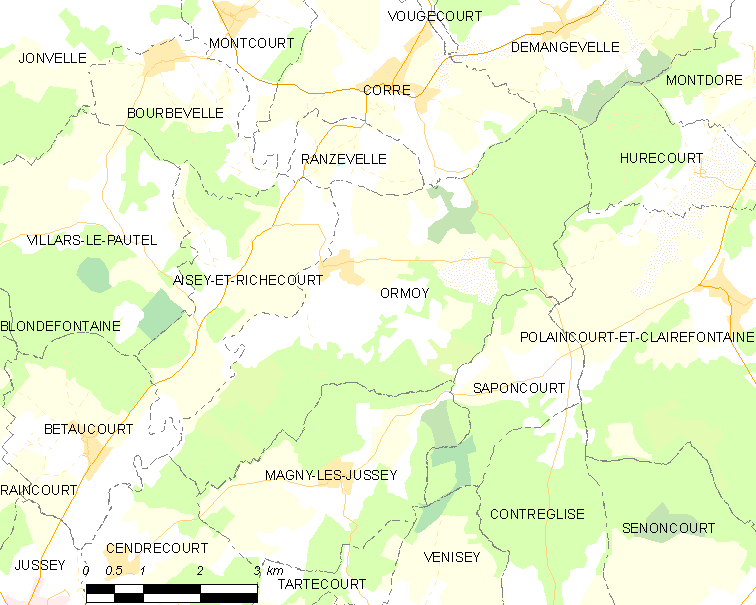
的OSM定位图

奥尔穆瓦的时区为UTC+01:00、UTC+02:00（夏令时）。

## 行政
奥尔穆瓦的邮政编码为70500，INSEE市镇编码为70399。

## 政治
奥尔穆瓦所属的省级选区为瑞塞县。

## 人口

1962-2008年间人口变化图示

奥尔穆瓦于2022年1月1日时的人口数量为205人。